# 4e escadre de chasse
Pour les articles homonymes, voir 4e escadre.
La 4e escadre de chasse est une unité de chasse de l'Armée de l'air française. Elle a été initialement créée le 1er mai 1944 puis dissoute le 1er septembre 1993 avec la disparition de l'échelon « escadre » au sein de l'Armée de l'air.
La 4e escadre de chasse a été reformée sur la base aérienne de Saint-Dizier le 26 août 2015.

## Historique
La 4e escadre de chasse quitte la FATac le 1er septembre 1991 pour être rattachée aux Forces aériennes stratégiques.

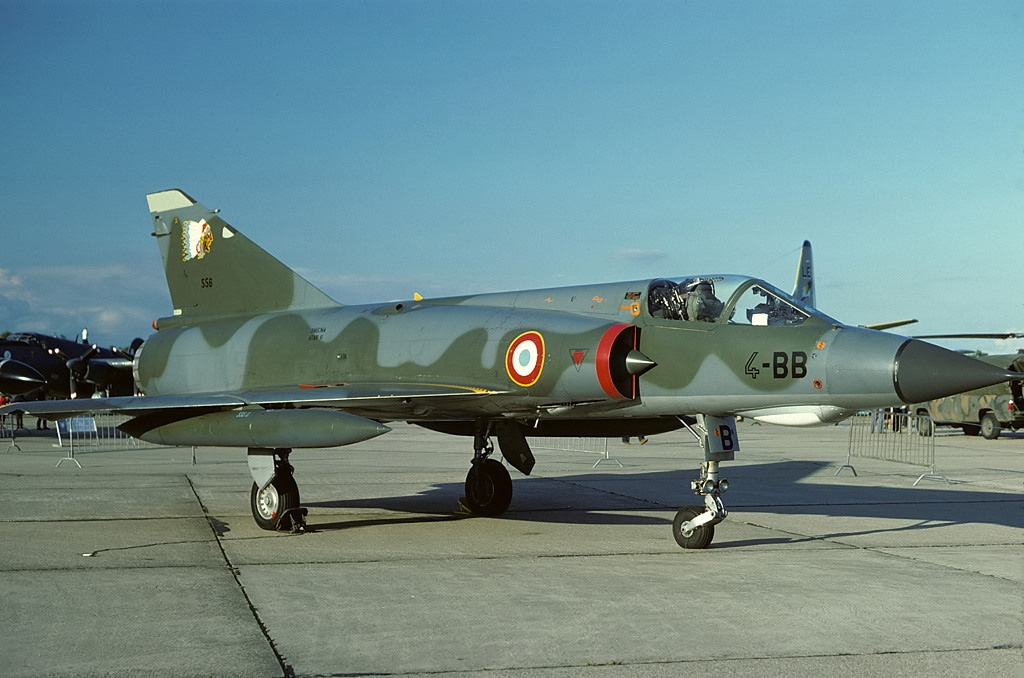
Mirage IIIE du 2/4 La Fayette

## Composition depuis 2015

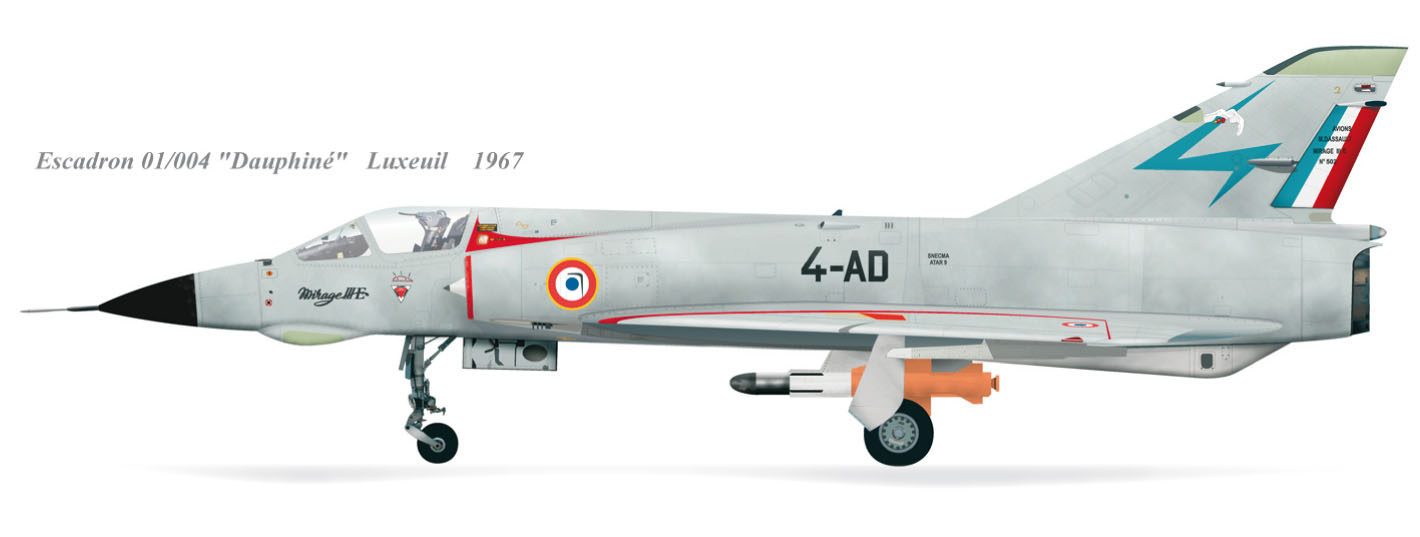
Mirage IIIE du 1/4 Dauphiné

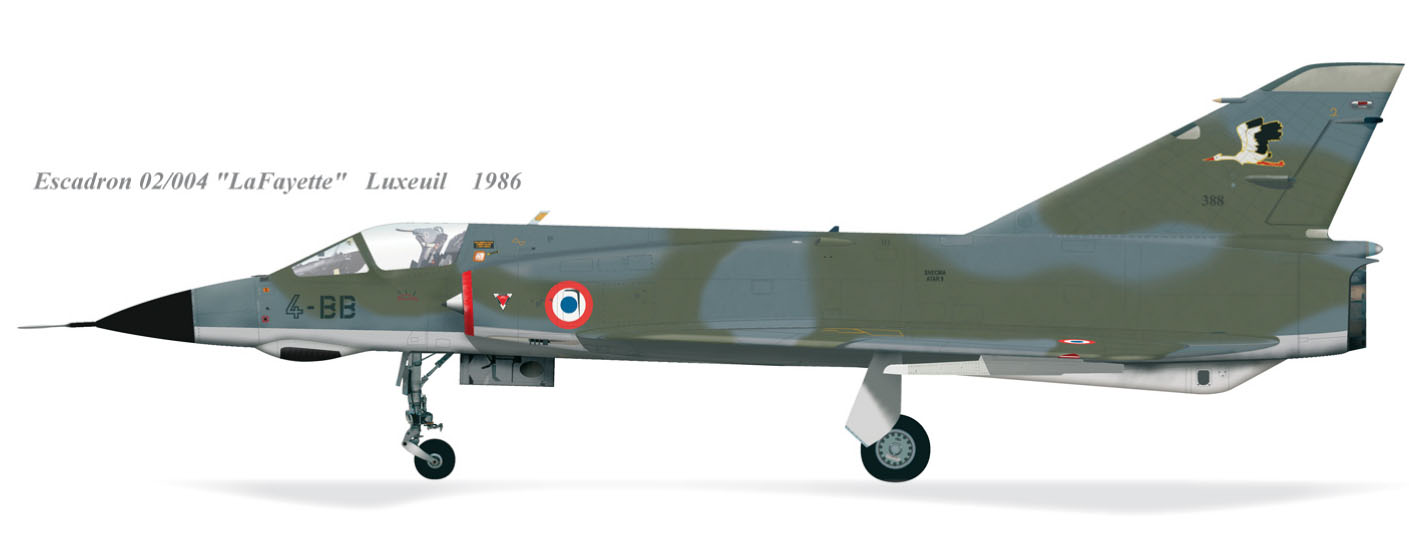
Mirage IIIE du 2/4 La Fayette

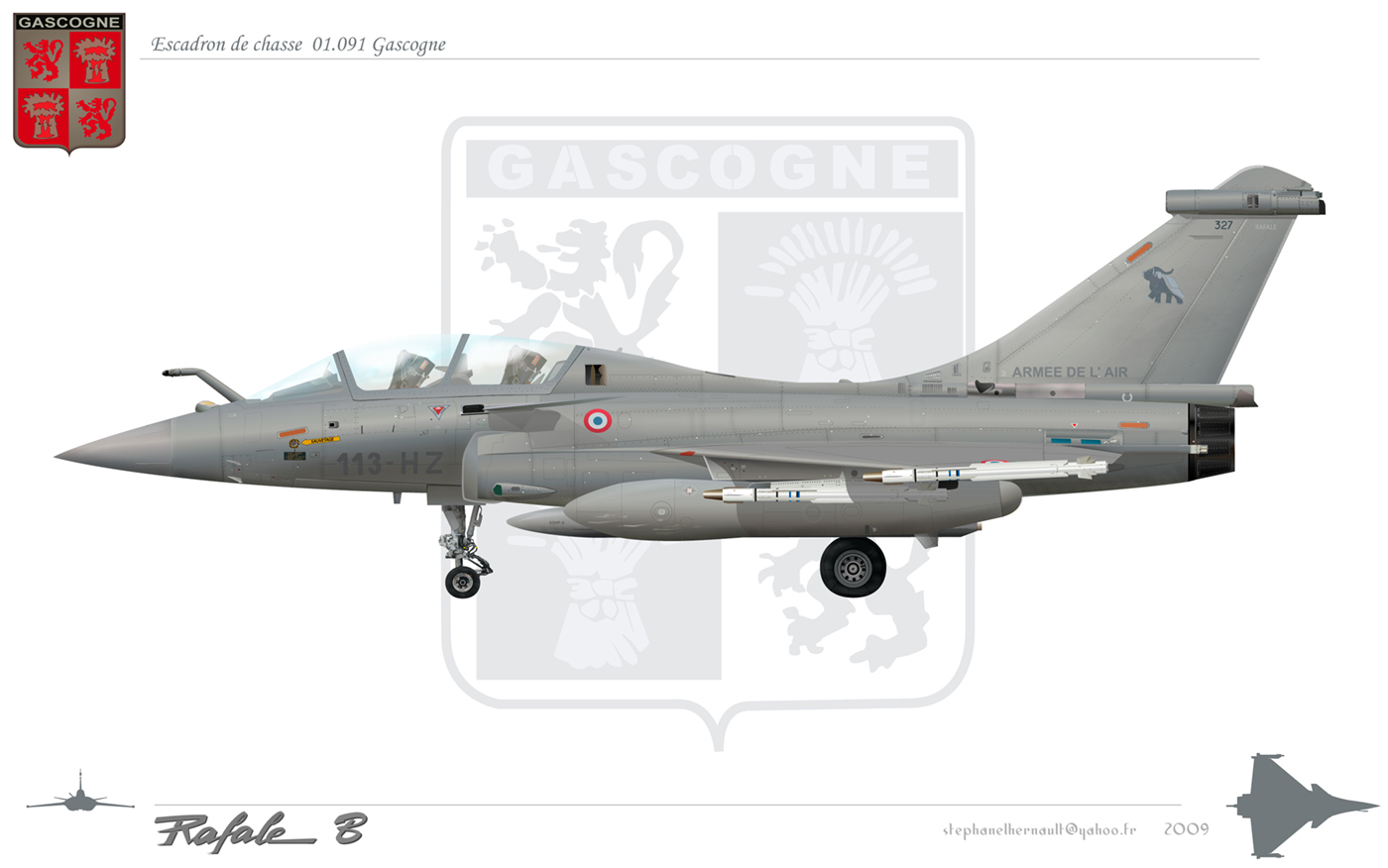
Rafale B du 1/91 Gascogne

La 4e escadre de chasse a été reformée en 2015 avec les escadrons suivants :
- Escadron de chasse 1/7 Provence  (2015-2016)
- Escadron de chasse 1/4 Gascogne
- Escadron de Chasse 2/4 La Fayette
- Escadron de transformation Rafale 3/4 Aquitaine
- Escadron de chasse 5/4 (escadron temporaire) (2017-2018)
- Escadron de soutien technique aéronautique 15/004 Haute-Marne

Le 24 juin 2016 une cérémonie a célébré le départ du 1/7 Provence vers la base aérienne 104 Al Dhafra aux Emirats Arabes Unis et l'arrivée du 3/30 Lorraine à Saint Dizier. Le 3/30 déménagera vers Mont-de-Marsan cet été. Pour autant il ne fait pas partie de la 4e EC, mais de la 30e EC.

## Escadrons historiques

### Ardennes
- Groupe de chasse III/3 Ardennes (31 octobre 1944 au 1er mars 1946)
- Escadron de chasse 4/4 Ardennes (1er janvier 1950 au 1er octobre 1950) aujourd'hui escadron de chasse 3/3 Ardennes au sein de la 3e escadre de chasse de Nancy-Ochey

### Dauphiné
- Groupe de chasse II/3 Dauphiné (1er mai 1944 au 1er juillet 1947)
- Groupe de chasse I/4 Dauphiné (1er juillet 1947 au 1er novembre 1949)
- Escadron de chasse 1/4 Dauphiné (1er novembre 1949 au 26 août 1993)

### Flandres
- Escadron de chasse 3/4 Flandres (1er janvier 1950 au 1er novembre 1957)

### La Fayette

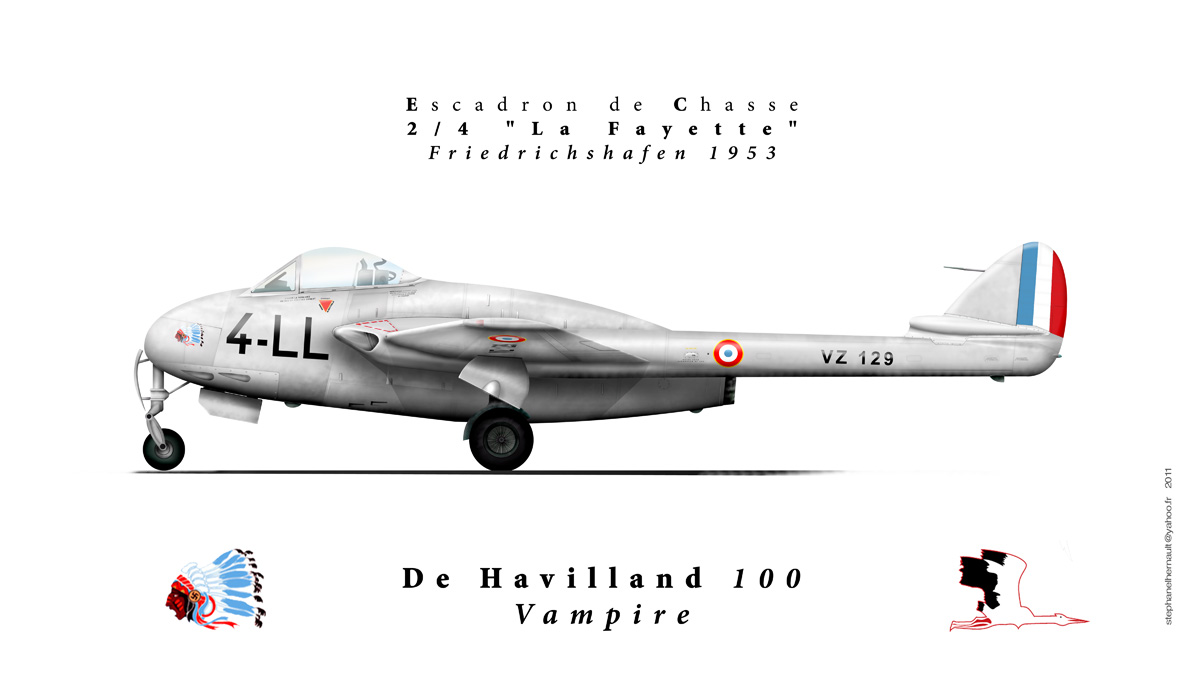
Vampire du 2/4 La Fayette en 1953

- Groupe de chasse II/5 La Fayette (1er mai 1944 au 1er juillet 1947)
- Groupe de chasse II/4 La Fayette (1er juillet 1947 au 1er novembre 1949)
- Escadron de chasse 2/4 La Fayette (1er novembre 1949 au 26 août 1993)

### Limousin
- Escadron de chasse 3/4 Limousin (1er août 1989 au 26 août 1993)

### Navarre
- Groupe de chasse I/4 Navarre (1er mai 1944 au 7 décembre 1944)

### Provence
- Escadron de chasse 1/7 Provence (26 août 2015 au 24 juin 2016)

### EALA
Pendant la guerre d'Algérie, trois escadrilles d'aviation légère d'appui (EALA) ont été parrainées par la 4e escadre de chasse:
- EALA 5/70 (1er juillet 1956 au 30 juin 1957) redésignée EALA 17/72 (1er juillet 1957 au 30 novembre 1959)
- EALA 7/70 (1er mars 1956 au 30 juin 1957) redésignée EALA 18/72 (1er juillet 1957 au 30 novembre 1959)
- EALA 3/4 (1er décembre 1959 au 30 mars 1962)

## Bases
- Alto, Corse (1944)
- Ambérieu (1944-1945)
- Luxeuil (1944-1945)
- Coblence et Mayence (29 août 1945 au 19 août 1947)
- Indochine (Hanoi, Gia Lam et Dong Hoi) ((19 août 1947 au 26 août 1948)
- BAT 136 Friedrichshafen (26 août 1948 au 30 mars 1954)
- BA 213 Bône (1er juillet 1956 au 30 novembre 1959) (EALA 5/70 puis EALA 17/72)
- BA 216 Oued Hamimin  (1er mars 1956 au 30 novembre 1959) (EALA 7/70 puis EALA 18/72)
- BA 211 Telergma (1er décembre 1959 au 30 mars 1962) (EALA 3/4)
- BA 136 Bremgarten (1er avril 1954 au 5 juin 1961)
- BA 116 Luxeuil (6 juin 1961 au 26 août 1993)
- BA 125 Istres (1er août 1989 au 26 août 1993) (pour le 3/4 Limousin uniquement)
- BA 113 Saint-Dizier-Robinson (depuis le 26 août 2015)

## Appareils
- P-47D (du 1er mai 1944 à décembre 1949)
- Supermarine Spitfire Mk.IX (d'septembre 1947 à août 1948)
- De Havilland Vampire (d'octobre 1949 à 1953)
- Dassault Ouragan (de juillet 1954 à 1957)
- Republic F-84F (de mai 1957 à 1966)
- North American T-6G (du 1er mars 1956 à février 1961)
- North American T-28 (de février 1961 au 30 mars 1962)
- Dassault Mirage IIIE (d'octobre 1966 au 1er novembre 1988)
- Dassault Mirage 2000N (du 31 mars 1988 à septembre 2018)
- Dassault Rafale B/C (depuis le 26 août 2015)